# Mistrovství světa ve fotbale žen do 19 let 2004
Mistrovství světa ve fotbale žen do 19 let 2004 bylo druhým ročníkem tohoto turnaje. Vítězem se stala německá ženská fotbalová reprezentace do 19 let.

## Kvalifikace
Na turnaj se kvalifikovaly nejlepší týmy z jednotlivých kontinentálních mistrovství.
| - Afrika (CAF) - Nigérie - Asie (AFC) - Čína - Jižní Korea - Severní, Střední Amerika a Karibik (CONCACAF) - Kanada - USA - Jižní Amerika (CONMEBOL) - Brazílie |  | - Evropa (UEFA) - Německo - Itálie - Rusko - Španělsko - Oceánie (OFC) - Austrálie - Hostitel - Thajsko |

## Základní skupiny
| Vysvětlivky | Vysvětlivky                                                                                  |
| ----------- | -------------------------------------------------------------------------------------------- |
|             | První dva týmy z každé skupiny a dva nejlepší týmy na třetích místech postoupily do play off |

### Skupina A
| Tým       | B | Z | V | R | P | VG | IG | +/− |
| --------- | - | - | - | - | - | -- | -- | --- |
| Německo   | 7 | 3 | 2 | 1 | 0 | 13 | 3  | +10 |
| Kanada    | 7 | 3 | 2 | 1 | 0 | 12 | 4  | +8  |
| Austrálie | 3 | 3 | 1 | 0 | 2 | 6  | 6  | 0   |
| Thajsko   | 0 | 3 | 0 | 0 | 3 | 0  | 18 | −18 |

| 10. listopadu 2004 17:00 |          |         |                                                                            |
| Thajsko                  | 0:6      | Německo | Rajamangala National Stadium, Bangkok diváci: 40 000 rozhodčí: Martha Toro |
|                          | (Report) |         | Rajamangala National Stadium, Bangkok diváci: 40 000 rozhodčí: Martha Toro |

| 10. listopadu 2004 19:45 |          |        |                                                                                    |
| Austrálie                | 1:2      | Kanada | Rajamangala National Stadium, Bangkok diváci: 40 000 rozhodčí: Alexandra Ihringova |
|                          | (Report) |        | Rajamangala National Stadium, Bangkok diváci: 40 000 rozhodčí: Alexandra Ihringova |

| 13. listopadu 2004 17:00 |          |           |                                                                     |
| Německo                  | 4:0      | Austrálie | Suphachalasai Stadium, Bangkok diváci: 5 000 rozhodčí: Maria Ortega |
|                          | (Report) |           | Suphachalasai Stadium, Bangkok diváci: 5 000 rozhodčí: Maria Ortega |

| 13. listopadu 2004 19:45 |          |         |                                                                     |
| Kanada                   | 7:0      | Thajsko | Suphachalasai Stadium, Bangkok diváci: 5 500 rozhodčí: Anna De Toni |
|                          | (Report) |         | Suphachalasai Stadium, Bangkok diváci: 5 500 rozhodčí: Anna De Toni |

| 16. listopadu 2004 19:45 |          |        |                                                                     |
| Německo                  | 3:3      | Kanada | Suphachalasai Stadium, Bangkok diváci: 2 500 rozhodčí: Sarah Girard |
|                          | (Report) |        | Suphachalasai Stadium, Bangkok diváci: 2 500 rozhodčí: Sarah Girard |

| 16. listopadu 2004 19:45 |          |         |                                                                           |
| Austrálie                | 5:0      | Thajsko | 700th Anniversary Stadium, Čiang Mai diváci: 21 600 rozhodčí: Mayumi Oiwa |
|                          | (Report) |         | 700th Anniversary Stadium, Čiang Mai diváci: 21 600 rozhodčí: Mayumi Oiwa |

### Skupina B
| Tým      | B | Z | V | R | P | VG | IG | +/− |
| -------- | - | - | - | - | - | -- | -- | --- |
| Brazílie | 6 | 3 | 2 | 0 | 1 | 6  | 5  | +1  |
| Čína     | 6 | 3 | 2 | 0 | 1 | 4  | 3  | +1  |
| Nigérie  | 4 | 3 | 1 | 1 | 1 | 4  | 4  | 0   |
| Itálie   | 1 | 3 | 0 | 1 | 2 | 3  | 5  | −2  |

| 10. listopadu 2004 17:00 |          |      |                                                                           |
| Nigérie                  | 0:1      | Čína | 700th Anniversary Stadium, Čiang Mai diváci: 6 000 rozhodčí: Sarah Girard |
|                          | (Report) |      | 700th Anniversary Stadium, Čiang Mai diváci: 6 000 rozhodčí: Sarah Girard |

| 10. listopadu 2004 19:45 |          |          |                                                                          |
| Itálie                   | 1:2      | Brazílie | 700th Anniversary Stadium, Čiang Mai diváci: 6 000 rozhodčí: Hong Eun-Ah |
|                          | (Report) |          | 700th Anniversary Stadium, Čiang Mai diváci: 6 000 rozhodčí: Hong Eun-Ah |

| 13. listopadu 2004 17:00 |          |        |                                                                              |
| Čína                     | 2:1      | Itálie | 700th Anniversary Stadium, Čiang Mai diváci: 6 000 rozhodčí: Jacqui Melksham |
|                          | (Report) |        | 700th Anniversary Stadium, Čiang Mai diváci: 6 000 rozhodčí: Jacqui Melksham |

| 13. listopadu 2004 19:45 |          |         |                                                                             |
| Brazílie                 | 2:3      | Nigérie | 700th Anniversary Stadium, Čiang Mai diváci: 7 687 rozhodčí: Virginia Tovar |
|                          | (Report) |         | 700th Anniversary Stadium, Čiang Mai diváci: 7 687 rozhodčí: Virginia Tovar |

| 16. listopadu 2004 17:00 |          |          |                                                                            |
| Čína                     | 1:2      | Brazílie | Suphachalasai Stadium, Bangkok diváci: 2 500 rozhodčí: Alexandra Ihringova |
|                          | (Report) |          | Suphachalasai Stadium, Bangkok diváci: 2 500 rozhodčí: Alexandra Ihringova |

| 16. listopadu 2004 17:00 |          |         |                                                                          |
| Itálie                   | 1:1      | Nigérie | 700th Anniversary Stadium, Čiang Mai diváci: 5 400 rozhodčí: Martha Toro |
|                          | (Report) |         | 700th Anniversary Stadium, Čiang Mai diváci: 5 400 rozhodčí: Martha Toro |

### Skupina C
| Tým         | B | Z | V | R | P | VG | IG | +/− |
| ----------- | - | - | - | - | - | -- | -- | --- |
| USA         | 9 | 3 | 3 | 0 | 0 | 8  | 1  | +7  |
| Rusko       | 3 | 3 | 1 | 0 | 2 | 5  | 7  | −2  |
| Jižní Korea | 3 | 3 | 1 | 0 | 2 | 3  | 5  | −2  |
| Španělsko   | 3 | 3 | 1 | 0 | 2 | 3  | 6  | −3  |

| 10. listopadu 2004 17:00 |          |     |                                                                 |
| Jižní Korea              | 0:3      | USA | Surakul Stadium, Phuket diváci: 9 900 rozhodčí: Antonia Kokotou |
|                          | (Report) |     | Surakul Stadium, Phuket diváci: 9 900 rozhodčí: Antonia Kokotou |

| 10. listopadu 2004 19:45 |          |           |                                                                   |
| Rusko                    | 4:1      | Španělsko | Surakul Stadium, Phuket diváci: 5 000 rozhodčí: Pannipar Kamnueng |
|                          | (Report) |           | Surakul Stadium, Phuket diváci: 5 000 rozhodčí: Pannipar Kamnueng |

| 14. listopadu 2004 17:00 |          |       |                                                             |
| USA                      | 4:1      | Rusko | Surakul Stadium, Phuket diváci: 8 563 rozhodčí: Mayumi Oiwa |
|                          | (Report) |       | Surakul Stadium, Phuket diváci: 8 563 rozhodčí: Mayumi Oiwa |

| 14. listopadu 2004 19:45 |          |             |                                                                  |
| Španělsko                | 2:1      | Jižní Korea | Surakul Stadium, Phuket diváci: 13 563 rozhodčí: Deidre Mitchell |
|                          | (Report) |             | Surakul Stadium, Phuket diváci: 13 563 rozhodčí: Deidre Mitchell |

| 18. listopadu 2004 17:00 |          |           |                                                                |
| USA                      | 1:0      | Španělsko | Surakul Stadium, Phuket diváci: 9 652 rozhodčí: Virginia Tovar |
|                          | (Report) |           | Surakul Stadium, Phuket diváci: 9 652 rozhodčí: Virginia Tovar |

| 18. listopadu 2004 17:00 |          |             |                                                                      |
| Rusko                    | 0:2      | Jižní Korea | Suphachalasai Stadium, Bangkok diváci: 800 rozhodčí: Jacqui Melksham |
|                          | (Report) |             | Suphachalasai Stadium, Bangkok diváci: 800 rozhodčí: Jacqui Melksham |

## Play off

### Čtvrtfinále
| 21. listopadu 2004 17:00 |                         |         |                                                                           |
| Německo                  | 1:1 (prodl.) 5:4 (pen.) | Nigérie | 700th Anniversary Stadium, Čiang Mai diváci: 6 579 rozhodčí: Maria Ortega |
|                          | (Report)                |         | 700th Anniversary Stadium, Čiang Mai diváci: 6 579 rozhodčí: Maria Ortega |

| 21. listopadu 2004 17:00 |              |       |                                                                          |
| Brazílie                 | 4:2 (prodl.) | Rusko | Suphachalasai Stadium, Bangkok diváci: 5 400 rozhodčí: Pannipar Kamnueng |
|                          | (Report)     |       | Suphachalasai Stadium, Bangkok diváci: 5 400 rozhodčí: Pannipar Kamnueng |

| 21. listopadu 2004 19:45 |          |           |                                                                          |
| USA                      | 2:0      | Austrálie | 700th Anniversary Stadium, Čiang Mai diváci: 8 280 rozhodčí: Mayumi Oiwa |
|                          | (Report) |           | 700th Anniversary Stadium, Čiang Mai diváci: 8 280 rozhodčí: Mayumi Oiwa |

| 21. listopadu 2004 19:45 |          |      |                                                                     |
| Kanada                   | 1:3      | Čína | Suphachalasai Stadium, Bangkok diváci: 5 400 rozhodčí: Anna De Toni |
|                          | (Report) |      | Suphachalasai Stadium, Bangkok diváci: 5 400 rozhodčí: Anna De Toni |

### Semifinále
| 24. listopadu 2004 17:00 |          |     |                                                                      |
| Německo                  | 3:1      | USA | Suphachalasai Stadium, Bangkok diváci: 10 500 rozhodčí: Anna De Toni |
|                          | (Report) |     | Suphachalasai Stadium, Bangkok diváci: 10 500 rozhodčí: Anna De Toni |

| 24. listopadu 2004 19:45 |          |      |                                                                             |
| Brazílie                 | 0:2      | Čína | Suphachalasai Stadium, Bangkok diváci: 10 500 rozhodčí: Alexandra Ihringova |
|                          | (Report) |      | Suphachalasai Stadium, Bangkok diváci: 10 500 rozhodčí: Alexandra Ihringova |

### O 3. místo
| 27. listopadu 2004 16:00 |          |          |                                                                             |
| USA                      | 3:0      | Brazílie | Rajamangala National Stadium, Bangkok diváci: 23 000 rozhodčí: Sarah Girard |
|                          | (Report) |          | Rajamangala National Stadium, Bangkok diváci: 23 000 rozhodčí: Sarah Girard |

### Finále
| 27. listopadu 2004 19:00 |          |      |                                                                               |
| Německo                  | 2:0      | Čína | Rajamangala National Stadium, Bangkok diváci: 23 000 rozhodčí: Virginia Tovar |
|                          | (Report) |      | Rajamangala National Stadium, Bangkok diváci: 23 000 rozhodčí: Virginia Tovar |